# Bronson (Florida)
Bronson város az USA Florida államában. Lakosainak száma 1140 fő (2020. április 1.).

## Népesség
A település népességének változása:
| Lakosok száma | 964  | 1113 | 1140 |
|               | 2000 | 2010 | 2020 |